# Polycarpa urmeli
Polycarpa urmeli is een zakpijpensoort uit de familie van de Styelidae. De wetenschappelijke naam van de soort is voor het eerst geldig gepubliceerd in 2008 door Sanamyan & Hissmann.